# Rosita Renard

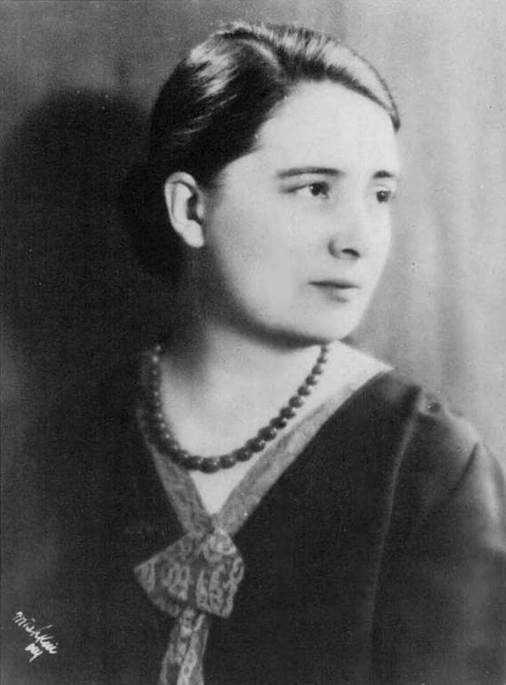
Rosita Renard

Amelia Rosa Artigas Renard (* 8. Februar 1894 in Santiago de Chile; † 24. Mai 1949 ebenda) war eine chilenische Pianistin.
Die Tochter eines Bauunternehmers erwarb die Anfangsgründe des Klavierspiels autodidaktisch und studierte ab dem achten Lebensjahr am Conservatorio Nacional. Sie erhielt 1908 das Diplom als Pianistin und debütierte 1909 mit dem Klavierkonzert von Grieg. Mit einem Stipendium der chilenischen Regierung reiste sie nach Berlin und setzte ihre Ausbildung am Stern’schen Konservatorium bei Martin Krause, einem Schüler von Franz Liszt, fort, der auch als Lehrer von Edwin Fischer bekannt ist. Einer ihrer Mitschüler war der junge Claudio Arrau. 1914 erhielt sie ein Ehrendiplom des Stern’schen Konservatoriums.
Ab 1916 lebte und arbeitete Renard in den USA. 1920 kehrte sie nach Chile zurück mit dem Plan, Klavierwerke auf Notenrollen einzuspielen. Zu dieser Zeit erhielt ihre jüngere Schwester Blanca Renard gleichfalls ein Stipendium für ein Klavierstudium in Deutschland, worauf ihre Mutter, die bis dahin die Laufbahn ihrer Töchter dominiert hatte, ihre Pläne stornierte. Dies führt zu einem Bruch mit der Mutter und einem Bruch in Renards Laufbahn.
Sie ging 1925 nach New York und heiratete 1928 den tschechischen Sänger Otto Stern. 1929 kehrte sie nach Chile zurück und wurde Professorin am Conservatorio Nacional, außerdem gab sie bis 1936 Klassen an der Universidad de Chile. 1941 trat sie mit dem Orquesta Sinfónica de Chile auf, 1944 unternahm sie eine Konzertreise durch Lateinamerika und die Karibik, 1945 eine Konzertreise durch die USA.
1945 engagierte sie Erich Kleiber für eine Aufführung eines Mozart-Klavierkonzertes in Buenos Aires, der sie daraufhin für Tourneen durch Lateinamerika engagierte. Am 19. Januar 1949 gab sie einen Klavierabend in der New Yorker Carnegie Hall, der von der Kritik als „stirring, impressive, enchanting“ gelobt wurde. Das Konzert wurde aufgenommen und ist auf CD verfügbar.